# Artibeus hirsutus
Artibeus hirsutus is een zoogdier uit de familie van de bladneusvleermuizen van de Nieuwe Wereld (Phyllostomidae). De wetenschappelijke naam van de soort werd voor het eerst geldig gepubliceerd door K. Andersen in 1906.

## Voorkomen
De soort komt voor in Mexico.